# Green Tobacco Sickness

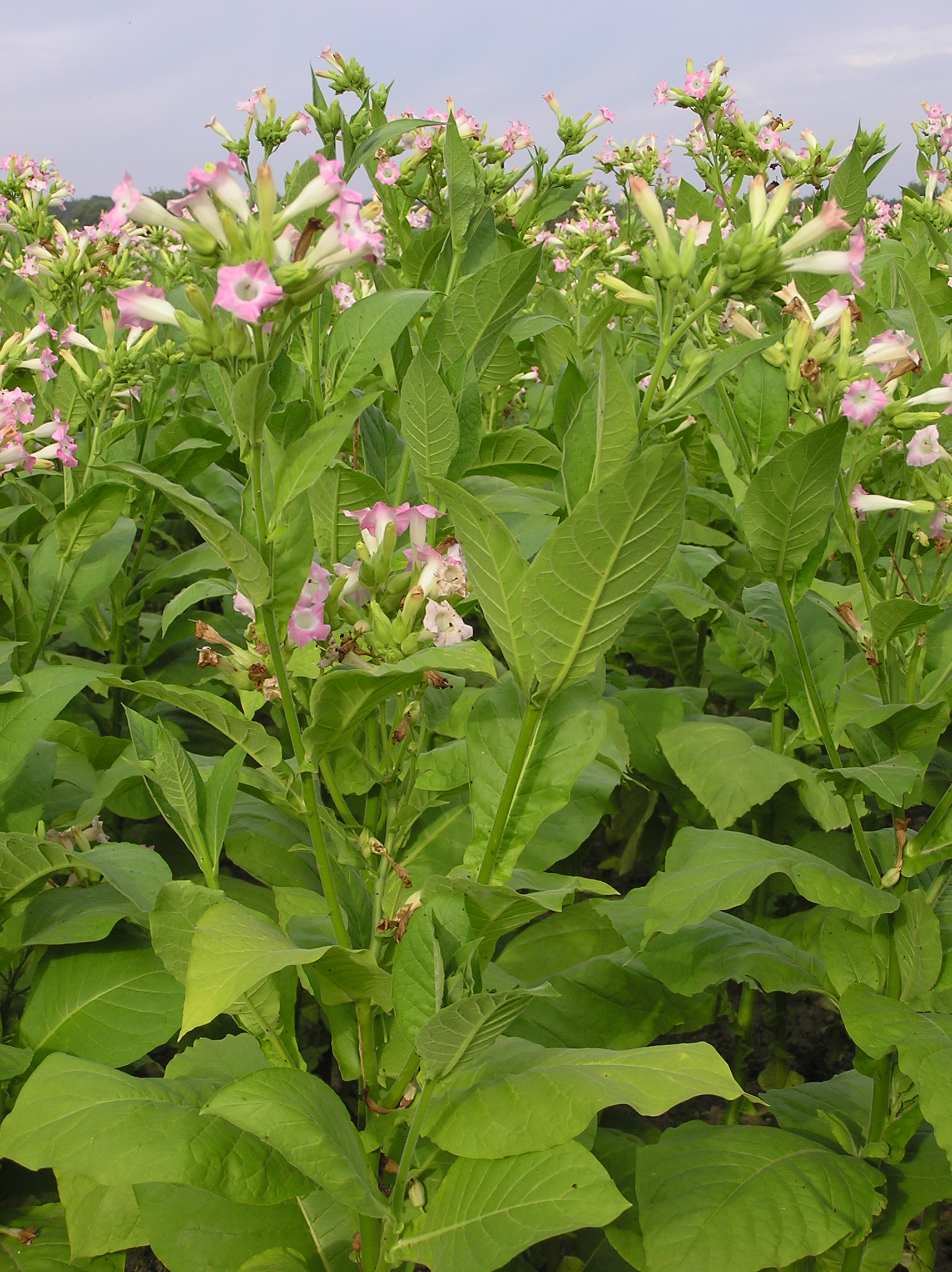
Der Kontakt mit grünen Tabakblättern der Tabakpflanze ist Auslöser der GTS

Als Green Tobacco Sickness (GTS, englisch etwa für Grüner-Tabak-Krankheit) wird ein Krankheitssymptomenkomplex bezeichnet, der durch den Kontakt mit Tabakpflanzen ausgelöst wird. Es handelt sich um eine Art der Nikotinvergiftung. Dabei gelangt das in Wasser gelöste Nikotin der Pflanze durch die Haut in den Kreislauf und führt zu verschiedenen Symptomen. Vornehmlich sind Arbeiter auf Tabakplantagen betroffen.
Die Krankheit kann zu verschiedenen Symptomen wie Übelkeit und Schwindel, aber auch zu Schwankungen des Blutdrucks und der Herzfrequenz führen. Besonders gefährdet sind Kinder und neu angestellte Arbeiter. Trotz einfacher Präventionsmaßnahmen ist ein hoher Anteil von Arbeitern betroffen. Mit Ausnahme einiger detaillierter Studien und Gesamtübersichten gelten die Gesundheitsgefährdungen durch die Tabakpflanze als kaum erforscht.

## Forschungsstand und Verbreitung
Erstmals wurde die GTS im Jahr 1970 beschrieben. Seitdem hat sich das Wissen über die Berufskrankheit zunehmend präzisiert. Übereinstimmung gilt heute die Definition von GTS als Nikotinvergiftung von Tabakarbeiter durch direkten Hautkontakt mit der Pflanze (Absorption), v. a. bei feuchten, grünen Blättern und Stängeln in den Morgenstunden des Kontakts bei Geizen (topping), Ernte und Einlagerung in Tabakschuppen für Zwecke der Trocknung (curing). Hierbei können 100 Milliliter Tau bis zu 9 Milligramm (mg) Nikotin enthalten. Zum Vergleich: der reguläre Anteil von absorbiertem Nikotin beim Rauchen einer Zigarette beträgt 1–2 mg und wirkt toxisch ab einer Schwelle von 2 bis 5 mg. Daher betonen Riza et al. (2008): „The estimated amount of 9 mg of nicotine absorbed during a typical day working with tobacco plants (equivalent to smoking 6 cigarettes) [clearly stresses] the increased occupational risk entailed while working in tobacco farming“ (S. 8). Die durchschnittliche, kumulierte Nikotinaufnahme über die Haut während des gesamten landwirtschaftlichen Anbauzyklus wird von Schmitt et al. (2007) auf das Äquivalent des Rauchens von mindestens 180 Zigaretten geschätzt, wobei schwangere Tabakarbeiterinnen sowie mithelfende Kinder und Teenager zu den am meisten verwundbaren Gruppen zählen. In Malawi zum Beispiel, stellvertretend für afrikanische Tabakanbaugebiete im Miombo, helfen 89 % aller Kinder im Alten von 5 bis 14 Jahren in der Tabaklandwirtschaft mit aus und sind einer maximal ermittelten Nikotinaufnahme von 54 mg pro Tag ausgesetzt, was dem Gegenwert des Rauchens von mindestens 50 Zigaretten entspricht. Forschungsbedarf existiert bei der längerfristigen Entwicklung der Symptome bei Kindern sowie detaillierten Folgen und der Abhängigkeit des Auftretens von GTS bezüglich Klima und Saison v. a. in Anbauländern Afrikas, Asiens und Lateinamerikas. Vereinzelte Fallstudien wie  z. B. über den Tabakanbau im zentralen Gujarat in Indien belegen eine Prävalenz nikotinvergifteter Tabakarbeiter im Ausmaß von fast 50 % aller landwirtschaftlich Tätigen. Eine generelle, vorläufige Prävalenzrate über alle Anbaugebiete wird von Schmitt et al. (2007) in einer Spannbreite von 8 bis 89 % verortet. Studien von Tabakfeldern in den USA zeigen, dass bis zu ein Viertel der Arbeiter betroffen sind.

## Auslöser

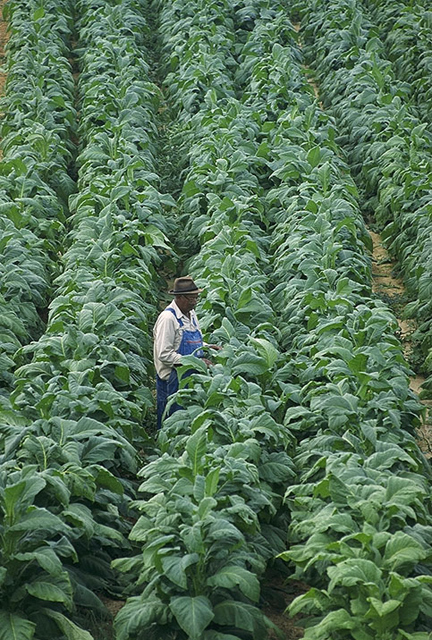
Arbeiter auf einer Tabakplantage

Die Green Tobacco Sickness wird durch direkten Kontakt mit den Blättern der Tabakpflanze ausgelöst. Vor allem beim sogenannten Topping, bei dem die Blüte der Pflanze entfernt wird um die Größe der Tabakblätter und den Nikotingehalt zu erhöhen und der Ernte kommen die Arbeiter in Kontakt mit den Pflanzen. Wenn diese – beispielsweise durch Regen oder Tau – feucht sind, enthält die Flüssigkeit auf der Oberfläche der Blätter gelöstes Nikotin. Durch die ungeschützte Haut diffundiert das Nikotin, gelangt in den Körper der Person und führt zu den mit der Krankheit verbundenen Symptomen.
Insbesondere wenn die Blätter feucht sind erhöht sich das Risiko, unter den Symptomen der GTS zu leiden. Die Feuchtigkeit auf den Tabakblättern enthält dabei pro 100 ml bis zu 9 mg gelöstes Nikotin, was dem Nikotingehalt von etwa sechs Zigaretten entspricht. An feuchten Tagen sind Arbeiter durchschnittlich 600 ml Tau ausgesetzt. Eine hohe Nikotinkonzentration kann dann beispielsweise im Schweiß der Arbeiter nachgewiesen werden.
Die Aufnahme des Nikotins wird durch mehrere Faktoren beeinflusst. Körperliche Anstrengung und eine hohe Umgebungstemperatur können die Menge des aufgenommenen Nikotins erhöhen, da beide Faktoren den Blutfluss steigern. Je nach Tabakart ist zudem eine unterschiedliche Intensität der Bewirtschaftung notwendig, die mit einem erhöhten Kontakt einhergehen kann, der wiederum das Risiko einer GTS erhöht.
Dabei ist die Tabakpflanze als solche die Quelle der Gesundheitsgefährdung und nicht externe Faktoren wie beispielsweise der Einsatz von Pestizide. Ähnliches ist beispielsweise bei Koka- und Opiumanbau vorzufinden.

## Krankheitssymptome
Die Symptome unterscheiden sich von Person zu Person und umfassen Übelkeit und Erbrechen, Kopfschmerzen, Muskelschwäche und Schwindel. Ferner wird über Schlaf- und Essstörungen berichtet. Die GTS ist im Regelfall jedoch nicht tödlich. Vor allem durch wiederholtes Erbrechen kann es allerdings zu einer Dehydratation kommen, die wiederum bei hohen Temperaturen beispielsweise durch einen Hitzschlag bis hin zum Tode führen kann. Deutliche Parallelen der Symptome zu anderen Krankheiten wie Pestizidvergiftungen erschweren eine Diagnose oder führen zu Fehldiagnosen.
Die Symptome können während oder nach der Arbeit mit Tabakpflanzen auftreten und dauern im Regelfall zwischen 12 und 48 Stunden an, falls es zu keinem weiteren Kontakt mit Tabakpflanzen kommt. Durch das Trinken von Wasser können die Symptome gelindert werden. Bei langfristiger Aussetzung mit Tabakpflanzen konnte die Entwicklung einer Nikotintoleranz nachgewiesen werden. Die Entwicklung dieser wird zudem begünstigt durch die weitere Aufnahme durch Nikotin, beispielsweise auch durch Nikotinkaugummis oder -pflaster.
Bei Kindern ist die Entwicklung einer Toleranz unwahrscheinlicher als bei Erwachsenen. Kinder sind zudem aufgrund ihrer geringen Körpergröße und damit relativ höheren Nikotinkonzentration, fehlender Toleranz und größerer Unwissenheit über die Krankheit, grundsätzlich stärker betroffen. Die gleichen Annahmen gelten für neue Arbeiter.

## Prävention
Mit vergleichsweise einfachen Mitteln kann die Aufnahme von Nikotin im Rahmen einer GTS zumindest reduziert werden. Hierzu gehört zunächst das Tragen von Schutzkleidung wie Regenmänteln und wasserabweisenden Handschuhen. Dabei muss beachtet werden, dass auch der Umgang mit kontaminierter Kleidung geübt und die Kleidung nach der Arbeit entsorgt werden muss. Direkt nach der Arbeit kann das Waschen des Körpers die Menge des sich auf der Haut befindlichen Nikotins um bis zu 96 Prozent verringern. Falls möglich sollte nach einem Niederschlag mit dem Fortsetzen der Arbeit zunächst solange abgewartet werden, bis die Blätter getrocknet sind. Ferner sollten die Arbeiter über die Krankheit selbst, Risikofaktoren und Präventionsmittel aufgeklärt werden.